# يورغن لايتنر
يورغن لايتنر هو لاعب كرة قدم نمساوي في مركز الوسط، ولد في 18 أكتوبر 1975 في فيينا في النمسا.